# I difensori della legge (film 1931)
I difensori della legge (Homicide Squad) è un film del 1931, diretto da Edward L. Cahn e da George Melford. La sceneggiatura si basa su The Mob di Henry La Cossitt, una storia apparsa il 1º ottobre 1928 su Adventure.

## Produzione
Il film fu prodotto da Carl Laemmle Jr. e, produttore associato, Samuel Bischoff per la Universal Pictures. Venne girato negli studi dell'Universal, al 100 Universal City Plaza di Universal City, in California.

## Distribuzione
Distribuito dalla Universal Pictures, il film - presentato da  Carl Laemmle - uscì nelle sale cinematografiche USA il 1º agosto 1931.

### Date di uscita
- USA	1º agosto 1931

Alias
- Homicide Squad	USA (titolo originale)
- I difensori della legge	Italia
- Lost Men	(indefinito)
- O yios tou gangster	Grecia